# Kakanj (Kistanje)
Kakanj falu Horvátországban Šibenik-Knin megyében. Közigazgatásilag Kistanjéhez tartozik.

## Fekvése
Knintől légvonalban 27, közúton 39 km-re, községközpontjától 13 km-re délnyugatra Dalmácia északi-középső részén, Bukovica területén fekszik.

## Története
A településnek 1921-ben 200 lakosa volt. Az első világháború után előbb a Szerb-Horvát-Szlovén Királyság, majd Jugoszlávia része lett. 1991-ben csaknem teljes lakossága szerb nemzetiségű volt. Szerb lakói még ez évben csatlakoztak a Krajinai Szerb Köztársasághoz. A horvát hadsereg 1995 augusztusában a Vihar hadművelet során foglalta vissza a települést. Szerb lakói nagyrészt elmenekültek. A településnek 2011-ben 49 lakosa volt, akik földműveléssel, állattartással foglalkoztak.

## Lakosság
| Lakosság változása | Lakosság változása | Lakosság változása | Lakosság változása | Lakosság változása | Lakosság változása | Lakosság változása | Lakosság változása | Lakosság változása | Lakosság változása | Lakosság változása | Lakosság változása | Lakosság változása | Lakosság változása | Lakosság változása | Lakosság változása |
| ------------------ | ------------------ | ------------------ | ------------------ | ------------------ | ------------------ | ------------------ | ------------------ | ------------------ | ------------------ | ------------------ | ------------------ | ------------------ | ------------------ | ------------------ | ------------------ |
| 1857               | 1869               | 1880               | 1890               | 1900               | 1910               | 1921               | 1931               | 1948               | 1953               | 1961               | 1971               | 1981               | 1991               | 2001               | 2011               |
| 0                  | 0                  | 0                  | 0                  | 0                  | 0                  | 200                | 219                | 253                | 265                | 261                | 234                | 213                | 192                | 33                 | 49                 |